# Hladni veliki prasak
Hladni veliki prasak naziv je rabljen u kozmologiji kojim se označava temperatura od apsolutne nule na početku svemira. Suprotna je teza (vrućem) velikom prasku.
U pokušaju razumijevanja podrijetla atoma Georges Lemaître je predložio (do 1927.) da prije nego što je širenje svemira začelo svu materiju u svemiru, tvorilo je divovsku kuglu jezgrene tekućine na vrlo niskoj temperaturi. Niska temperatura je potreban radi proviđanja odgovarajuće kohezije unutar Lemaîtreova pretpovijesni atom. Godine 1966. David Layzer predložio je inačicu Lemaîtreove kozmologije pri kojoj bi početno stanje svemira bilo blizu apsulutne nule. Layzer je dokazivao da će prije biti da iskonski svemir nije bio u početnom stanju visoke entropije nego da je bio u stanju vrlo niske entropije blizu apsolutne nule.
Glavnostrujaška inačica modela hladnoga velikg praska predviđala je odsutnost akustičnih vrhunaca u  kozmičkom mikrovalnom pozadinskom zračenju, što je na koncu odbačeno promatranjima WMAP-om.

## Vanjske poveznice
- Universe: Cold Big Bang - Cosmos Portal